# Animal Alpha

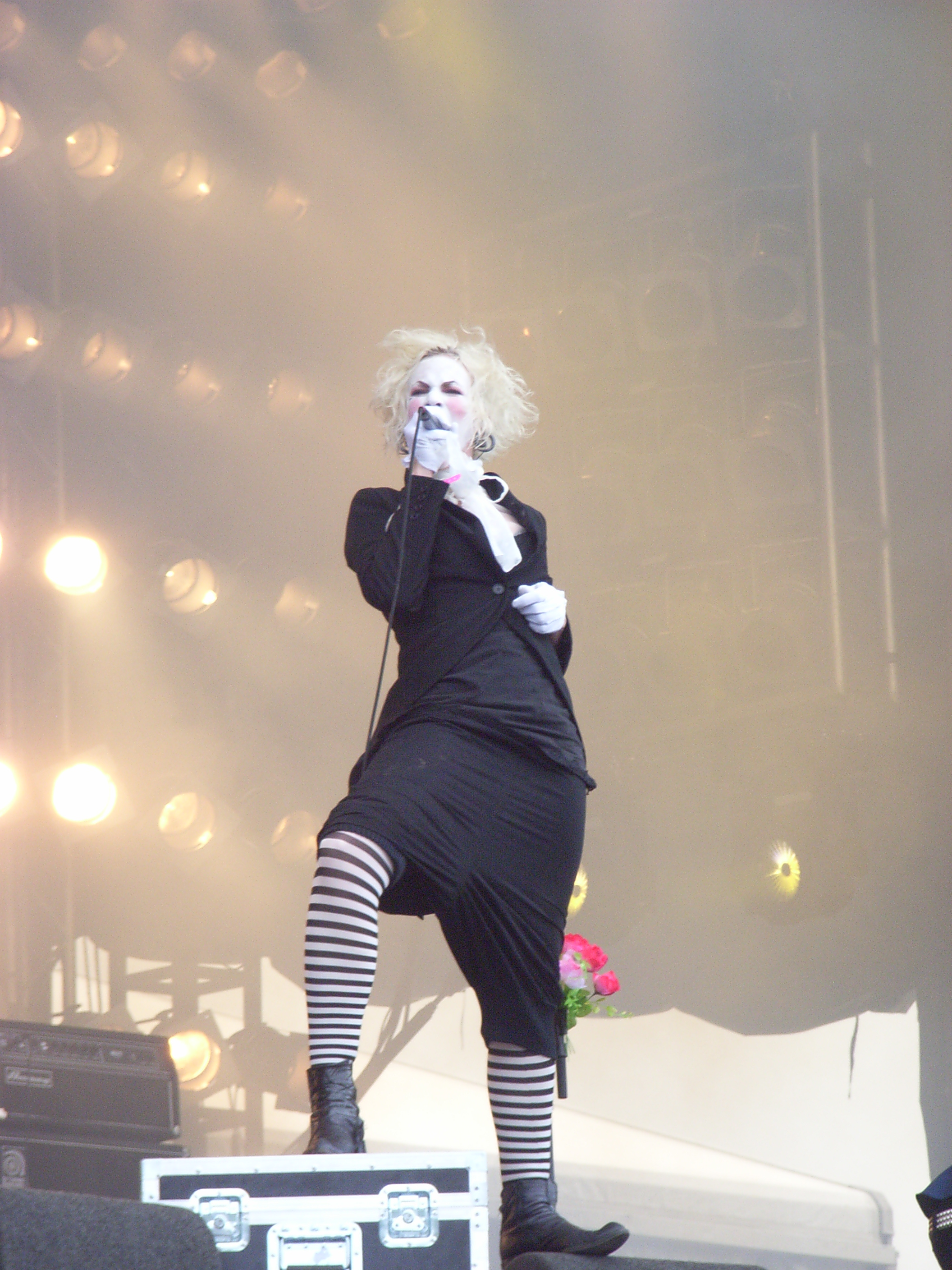
Animal Alpha op Pinkpop 2008 te Landgraaf.

Animal Alpha was een Noorse rockband die in 2002 is opgericht. Hun stijl wordt soms getypeerd als nu metal met een gothic twist.
In 2004 toerde de band door heel Noorwegen en kreeg zodoende veel fans en aandacht van de muziekindustrie. In 2005 kwam de doorbraak doordat ze op het belangrijke Øya Festival in Oslo optraden en ook op televisie te zien waren. 
Ze hebben op grote festivals opgetreden zoals Rock am Ring, Rock im Park, the Download festival in Engeland en Pukkelpop. Op 30 mei 2008 trad de band op op Pinkpop 2008 in plaats van Chris Cornell. 

## Bandleden
- Agnete Maria Forfang Kjølsrud - Zang
- Christian Wibe - Gitaar en zang
- Christer-André Cederberg - Gitaar en zang
- Lars Imre Bidtnes - Bas en zang
- Kenneth Kapstad - Drums

## Discografie
- Animal Alpha EP (2005)
- Pheromones (2005)
- Bundy (internetsingle 2005)
- Most Wanted Cowboy (internetsingle 2006)
- You Pay For The Whole Seat, But You'll Only Need The Edge (2008)